# USS Gyatt
USS Gyatt je ime več plovil Vojne mornarice ZDA:
- USS Gyatt (DD-712)
- USS Gyatt (DDG-1)